# 경북생활과학고등학교
경북생활과학고등학교(慶北生活科學高等學校)는 대한민국 경상북도 구미시 해평면 월호리에 있는 공립 고등학교이다.

## 학교 연혁
- 1967년 10월 5일 : 해평상업고등학교 인가
- 1968년 3월 5일 : 개교식 거행
- 2000년 4월 6일 : 경북생활과학고등학교로 교명 변경(조리과 3학급, 피부미용과 3학급, 의상과 3학급)
- 2004년 8월 24일 : 학급증설 및 과명 변경인가 (조리과 6학급, 피부미용과 6학급, 패션디자인과 3학급)
- 2011년 4월 28일 : 다목적 강당 "목련관" 준공
- 2016년 3월 1일 : NCS 기반 교육과정 정책 연구학교 지정
- 2017년 3월 1일 : 산학일체형 도제학교(피부미용과) 운영, 글로벌교육지원센터(조리) 운영
- 2018년 12월 20일 : 조리실습동 준공, 급식소 준공
- 2020년 2월 28일 : 글로벌교육지원센터 준공, 학생생활관(기숙사) 리모델링
- 2020년 3월 1일 : 특성화고 혁신지원사업 운영학교 지정
- 2021년 3월 1일 : 직업계고 학점제 선도학교 운영
- 2021년 3월 1일 : 산학일체형 도제학교 재지정, 특성화고 혁신지원사업 운영학교 재지정
- 2022년 3월 1일 : 제25대 심영란 교장 취임
- 2024년 1월 5일 : 제54회 졸업식(졸업생수 114명, 졸업생 총수 6,633명)

## 설치 학과
- 조리과
- 피부미용과

## 참고 자료
- 경북생활과학고등학교 - 한국교육학술정보원 학교알리미